# Daihatsu Esse
El Daihatsu Esse (ダイハツ・エッセ, Daihatsu Esse) fou un automòbil lleuger o kei car produït pel fabricant d'automòbils japonés Daihatsu entre els anys 2005 i 2011. L'Esse estaba desenvolupat sobre la base mecànica del Daihatsu Mira de setena generació. El nom del model, Esse, deriva de l'acrònim en anglés de les paraules "Eco, Smart, Simple & Easy" ("Ecològic, Intel·ligent, Senzill i Fàcil" en català)

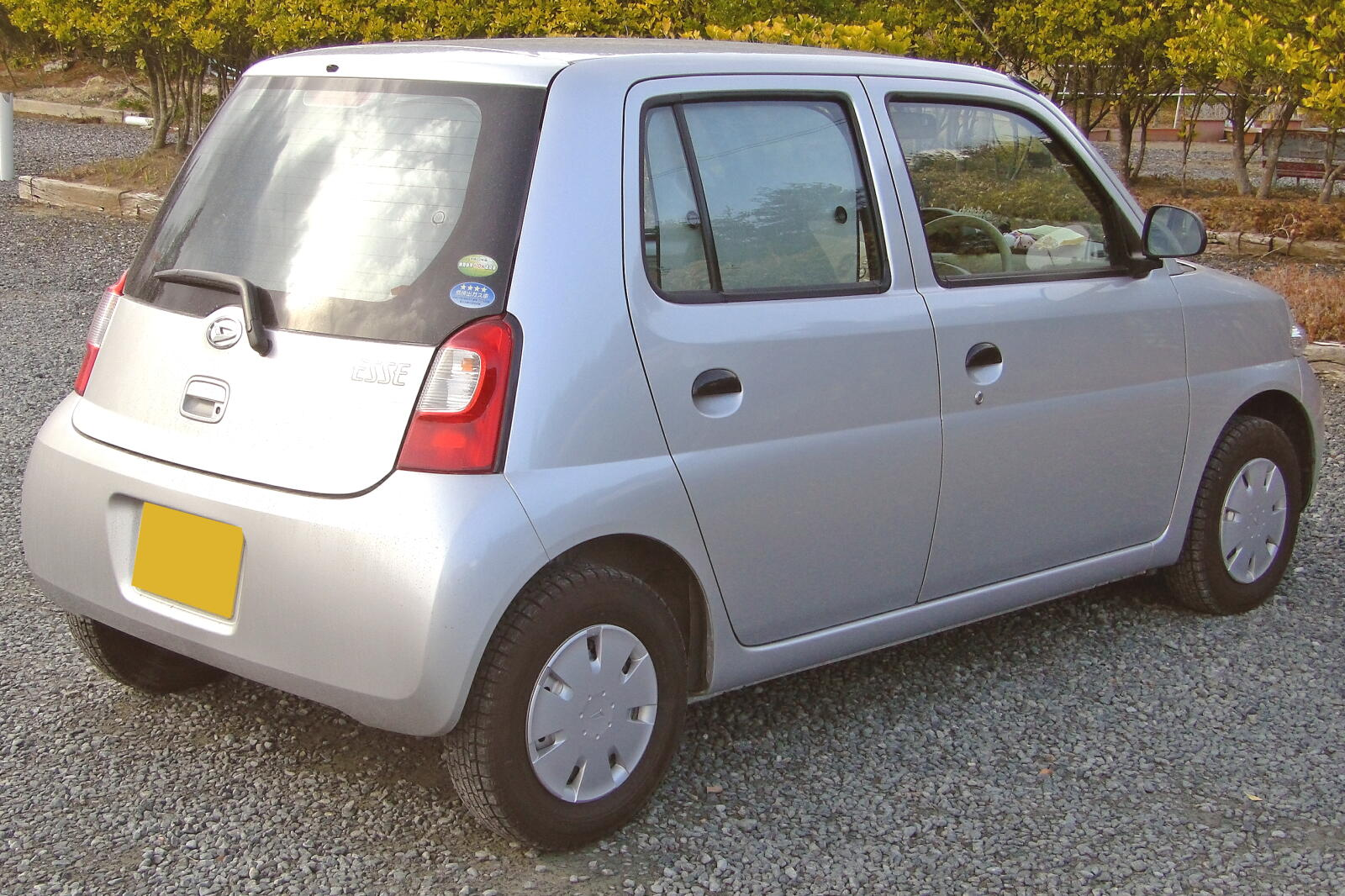
Esse L 2WD

L'Esse fou plantejat com a un model que persegueix la senzillesa i l'estil. Fou llançat al mercat el 20 de desembre de 2005 i els objectius de venda eren unes 5.000 unitats mensuals. La carrosseria té un disseny trapezoidal i, en deixar el metall de la carrosseria a l'interior sense cobrir, s'aconsegueix una fabricació econòmica, a més d'un menor consum de combustible en ser més lleuger. El velocímetre es trobava situat al centre del panell d'instruments.
Des del llançament del model es van establir huit colors de carrosseria disponibles i quatre graus o nivells d'equipament: "X", "L", "D" i "ECO". El preu del model per unitat era des dels 682.000 fins 1.123.00 iens. Especialment en els nivells "D" i "ECO", l'equipament era el mínim necessàri com ara l'aire condicionat, la direcció assistida i els alçavidres elèctric. L'equip d'àudio inclou un reproductor de CD i ràdio AM/FM. Els altaveus es troben instal·lats entre les barres de seguretat de les portes. Aproximadament un any després del llançament del model es presentà una versió més luxosa anomenada "Esse Custom". Tots els graus poden equipar l'ABS com a opció. El nivell "ECO" era el més econòmic de la gama, no equipava sistema d'àudio i només una transmissió manual de cinc velocitats. A més, el model es registrà legalment com a turisme de passatgers únicament, sense presentar cap versió comercial.

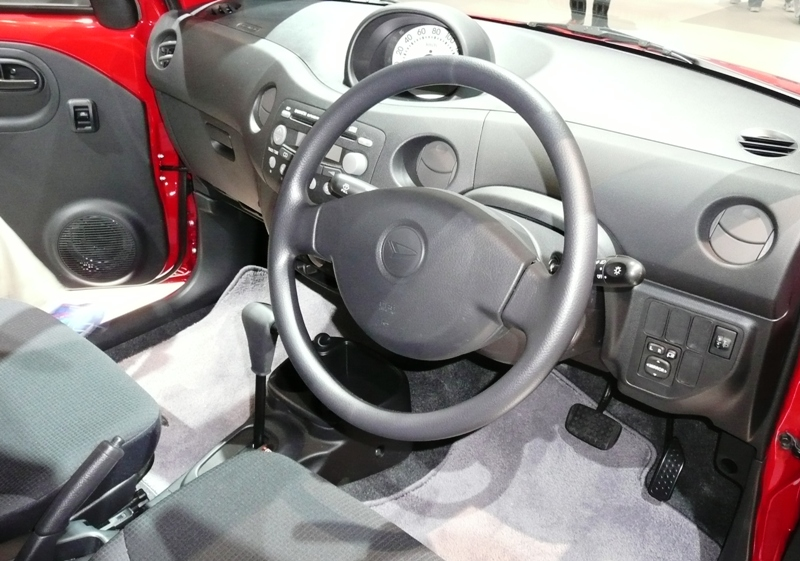
Interior de l'Esse VS Memorial Edition

Mecànicament, el model estava disponible en tracció al davant o a les quatre rodes. L'Esse equipa un motor d'última generació. El model podia equipar tres tipus de transmissions: una manual de cinc velocitats i una automàtica de tres o quatre velocitats, trobant-se al pis del cotxe la planca de canvis.
Amb la caixa manual de cinc velocitats per als vehicles de tracció al davant i diferents components de tuning, aquest model s'ha fet amb el temps un dels més populars de la marca Daihatsu gràcies a la seua motorització i el seu pes lleuger que li donen molt bones característiques esportives.
La producció del Daihatsu Esse es va detindre a l'agost de 2011 i el 19 de setembre del mateix any es va deixar de comercialitzar. Durant els anys de producció de l'Esse, es van fabricar 214.960 unitats. El seu successor fou el Daihatsu Mira e:S, un nou model que combina el clàssic Mira amb el caràcter senzill i estilós del Esse.